# Gare de Trie-Château
Gare de Trie-Château vasútállomás Franciaországban, Trie-Château településen.

## Vasútvonalak
Az állomást az alábbi vasútvonalak érintik:
- Saint-Denis–Dieppe-vasútvonal

## Kapcsolódó állomások
A vasútállomáshoz az alábbi állomások vannak a legközelebb:
- Gare de Gisors (Gare de Gisors, Transilien J vonal)
- Gare de Chaumont-en-Vexin (Paris Gare Saint-Lazare, Transilien J vonal)